# Royal Naval Division
Die Royal Naval Division (RND; dt.: Königliche Marine Division), später in 63rd (Royal Naval) Division umbenannt, war eine britische Division im Ersten Weltkrieg.

## Geschichte

### Einsatz in Belgien 1914

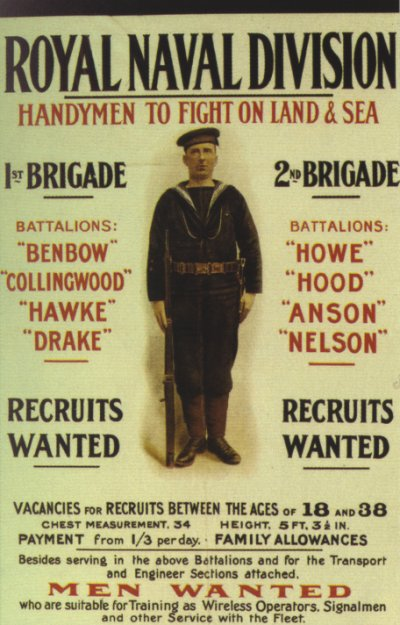
Werbeplakat zum Aufruf von Freiwilligen

Sie wurde zu Beginn des Krieges im August 1914 auf Anordnung des ersten Lords der Admiralität, Winston Churchill aufgestellt und bestand aus Marineangehörigen, die auf den Schiffen der Navy keine Verwendung fanden. Den ersten größeren Einsatz erfuhr die Division bei der Verteidigung der belgischen Festung Antwerpen. Die erste Brigade wurde ab 26. August 1914 in Ostende ausgeladen. Die Division stand unter dem Befehl von Generalmajor Paris und verstärkte die Belgier unter General Guise Anfang Oktober bei der Verteidigung der Festung Antwerpen. Der massive Angriff des deutschen III. Reserve-Korps zwang die Besatzung dazu, die Festung am 9. Oktober zu räumen.

### Gallipoli 1915
Gliederung (Mai 1915)
1st (Royal Naval) Brigade
- 1st (Drake) Battalion
- 2nd (Hawke) Battalion
- 3rd (Benbow) Battalion
- 4th (Collingwood) Battalion
- 12th (Deal) Battalion

2nd (Royal Naval) Brigade
- 5th (Nelson) Battalion
- 6th (Howe) Battalion
- 7th (Hood) Battalion
- 8th (Anson) Battalion

3rd (Royal Marine) Brigade
- 9th (Chatham) Battalion
- 10th (Portsmouth) Battalion
- 11th (Plymouth) Battalion

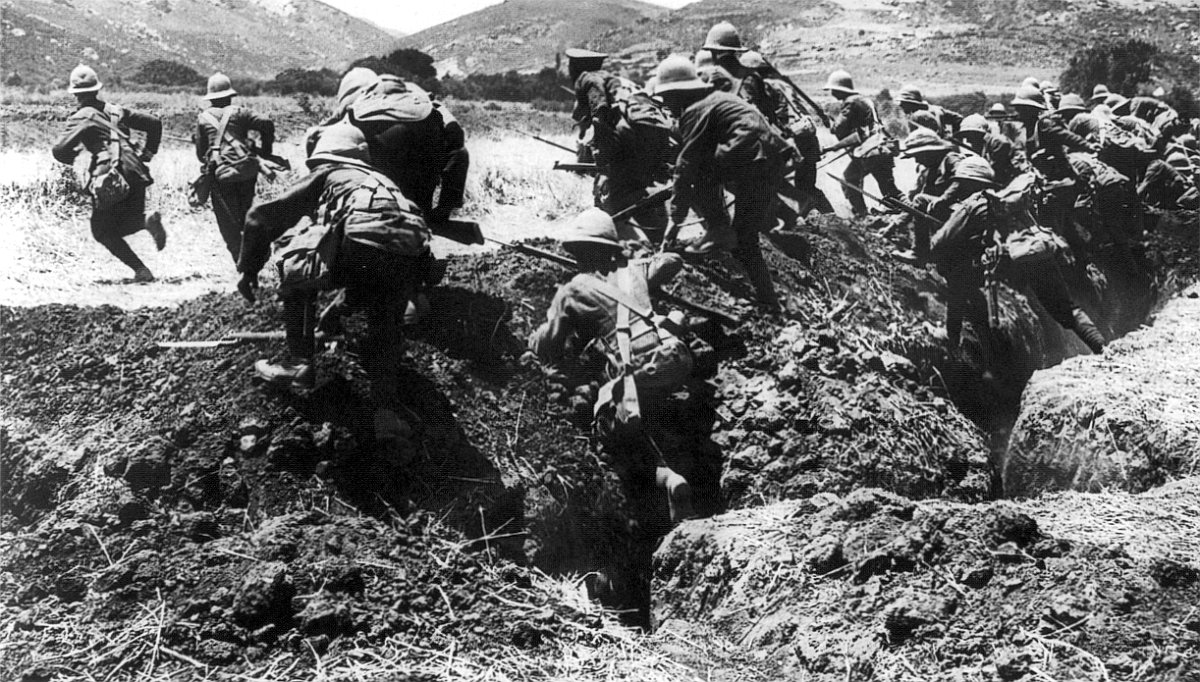
Die Royal Naval Division bei einer Übung vor der Schlacht von Gallipoli, 1915

Nach dem Rückzug nach Großbritannien wurde die Truppe zunächst nach Ägypten eingeschifft, bevor sie als eine von zunächst zwei britischen Divisionen zur Unterstützung der Landung der ANZAC-Verbände (Australien/Neuseeland) bei Gallipoli (April 1915) und den späteren Gefechten bei Helles und Krithia eingesetzt wurde. Die RND erlitt bei diesen Gefechten so hohe Verluste, vor allem an ursprünglich seemännischem Personal, dass der Verband nach der Evakuierung der britischen und ANZAC-Truppen als reine Infanterietruppe weiterverwendet wurde.

### Westfront 1916–1918
Der Verband wurde an die Westfront nach Nordfrankreich verlegt, wo er in der Endphase der Somme-Schlacht (1916) zum Einsatz kam. Am 19. Juli 1916 übernahm die Naval Division die Nummerierung von der aufgelassenen 63rd (2nd Northumbrian) Division, auch die bisherigen drei Marine-Brigaden wurden parallel dazu umbenannt:
188th Brigade
- 1st Royal Marines
- 2nd Royal Marines
- 6th (Howe) Battalion
- 8th (Anson) Battalion
- 188th Trench Mortar Battery

189th Brigade
- 1st (Drake) Battalion
- 2nd (Hawke) Battalion
- 5th (Nelson) Battalion
- 7th (Hood) Battalion
- 189th Trench Mortar Battery

190th Brigade
- 7th Battalion, Royal Fusiliers
- 4th Battalion, Bedfordshire Regiment
- 10th Battalion, Royal Dublin Fusiliers
- 190th Machine Gun Company
- 190th Trench Mortar Battery

Die 63. Division war zwischen 13. und 18. November 1916 in der Schlacht an der Ancre eingesetzt. Am 17. Oktober 1916 war General Paris bei den Kämpfen an der Ancre schwer verwundet worden, die Führung der Division ging darauf an Generalmajor Cameron Shute über. Im Frühjahr 1917 war die Division in der Schlacht von Arras involviert. Nach den Angriffen an der Scarpe (23./24. April) folgte die Einnahme von Gavrelle und Kämpfe bei Arleux (28./29. April). In der Dritten Flandernschlacht war die Division ab 26. Oktober 1917 bei den Kämpfen von Passchendaele involviert.
Am Beginn der deutschen Frühjahrsoffensive 1918 war die 63. Division Teil des zwischen 21. und 23. März bei St. Quentin geschlagenen V Corps (General Edward Fanshawe). Am 24./25. März versuchte man die Deutschen vergeblich bei Bapaume aufzuhalten und war zum Rückzug in Richtung Albert gezwungen.
Nach der Hunderttageoffensive kämpfte die Division in der Schlacht von Drocourt-Queant (2./3. September), beteiligte sich am Übergang am Canal du Nord (27. September bis 1. Oktober) und an der zweiten Schlacht von Cambrai (8./9. Oktober).
Die aufgrund ihrer Geschichte einmalige Truppe wurde im April 1919 in Frankreich demobilisiert.

## Führung
- Major General Archibald Paris (September 1914 – 17. Oktober 1916)
- Major General Cameron Shute (17. Oktober 1916–1917)
- Major General Charles Edward Lawrie (1917 – August 1918)
- Major-General Cyril Aubrey Blacklock (ab August 1918)